# Gollania splendens
Gollania splendens är en bladmossart som beskrevs av Noguchi 1955. Gollania splendens ingår i släktet Gollania och familjen Hypnaceae. Inga underarter finns listade i Catalogue of Life.